# Giovanni Maria Zonghi
Giovanni Maria Zonghi (* 3. August 1847 in Fabriano, Provinz Ancona, Kirchenstaat; † 8. August 1941) war ein Kurienerzbischof der römisch-katholischen Kirche.

## Leben
Giovanni Maria Zonghi empfing am 3. Juni 1871 das Sakrament der Priesterweihe für das Bistum Fabriano und Matelica. Er war bis 1878 Privatsekretär von Papst Pius IX. Nach dessen Tod arbeitete er als Archivar sowie als Kleriker an der Apostolischen Kammer.
Am 5. Dezember 1914 ernannte ihn Papst Benedikt XV. zum Titularerzbischof von Colossae und bestellte ihn zum Präsidenten der Päpstlichen Diplomatenakademie in Rom. Der Präfekt der Heiligen Ritenkongregation, Antonio Vico, spendete ihm am 27. Dezember desselben Jahres die Bischofsweihe; Mitkonsekratoren waren der Weihbischof in Westminster, Algernon Charles Stanley, und der Bischof von Fabriano und Matelica, Andrea Cassulo.